# 波普拉克里克 (密西西比州)
波普拉克里克（英語：Poplar Creek），又名波拉克里克（Polar Creek），是位於美國密西西比州蒙哥馬利縣的非建制地區。

## 歷史
波普拉克里克的郵局於1848年設立，其後於1958年停運。當地於1906年時有人口75人，1960年時約有350人。

## 地理
波普拉克里克所處的海拔為高於海平面122米（即400英呎），而該地所採用的時區為UTC-6，即北美中部時區（CST）。同時該地設有夏令時間，為UTC-6調快一小時，即UTC-5（CDT）。